# 斯特凡·比塞格尔
斯特凡·比塞格尔（德語：Stefan Bissegger，1998年9月13日—），瑞士男子自行车运动员，2022年世界公路自行车锦标赛混合团体接力金牌得主、2023年世界公路自行车锦标赛混合团体接力金牌得主。